# Campionato mondiale di motocross 2016
Il campionato mondiale di motocross 2016 è la sessantesima edizione del campionato mondiale di motocross.

## MXGP

### Calendario
| Data         | Gran Premio    | Località             | Vincitore Gara 1 | Vincitore Gara 2 | Vincitore GP    |
| ------------ | -------------- | -------------------- | ---------------- | ---------------- | --------------- |
| 27 febbraio  | Qatar          | Circuito di Losail   | Tim Gajser       | Tim Gajser       | Tim Gajser      |
| 6 marzo      | Thailandia     | Suphan Buri          | Romain Febvre    | Romain Febvre    | Romain Febvre   |
| 28 marzo     | Unione europea | Valkenswaard         | Tim Gajser       | Romain Febvre    | Romain Febvre   |
| 10 aprile    | Argentina      | Neuquén              | Maximilian Nagl  | Tim Gajser       | Tim Gajser      |
| 17 aprile    | Messico        | León                 | Romain Febvre    | Tim Gajser       | Tim Gajser      |
| 1º maggio    | Lettonia       | Ķegums               | Tim Gajser       | Romain Febvre    | Tim Gajser      |
| 8 maggio     | Germania       | Teutschenthal        | Antonio Cairoli  | Antonio Cairoli  | Antonio Cairoli |
| 15 maggio    | Italia         | Pietramurata         | Antonio Cairoli  | Romain Febvre    | Antonio Cairoli |
| 29 maggio    | Spagna         | Talavera de la Reina | Tim Gajser       | Tim Gajser       | Tim Gajser      |
| 5 giugno     | Francia        | Saint-Jean-d'Angély  | Tim Gajser       | Romain Febvre    | Romain Febvre   |
| 19 giugno    | Regno Unito    | Matterley Basin      | Tim Gajser       | Tim Gajser       | Tim Gajser      |
| 26 giugno    | Italia         | Mantova              | Tim Gajser       | Tim Gajser       | Tim Gajser      |
| 24 luglio    | Rep. Ceca      | Loket                | Maximilian Nagl  | Maximilian Nagl  | Maximilian Nagl |
| 31 luglio    | Belgio         | Lommel               | Maximilian Nagl  | Antonio Cairoli  | Kevin Strijbos  |
| 7 agosto     | Svizzera       | Frauenfeld           | Antonio Cairoli  | Tim Gajser       | Antonio Cairoli |
| 28 agosto    | Paesi Bassi    | Assen                | Shaun Simpson    | Antonio Cairoli  | Clément Desalle |
| 3 settembre  | Stati Uniti    | Charlotte            | Eli Tomac        | Eli Tomac        | Eli Tomac       |
| 11 settembre | Stati Uniti    | Glen Helen           | Eli Tomac        | Eli Tomac        | Eli Tomac       |

### Classifiche finali

#### Piloti
| Pos. | Pilota              | Moto      | Punti |
| ---- | ------------------- | --------- | ----- |
| 1º   | Tim Gajser          | Honda     | 731   |
| 2º   | Antonio Cairoli     | KTM       | 647   |
| 3º   | Maximilian Nagl     | Husqvarna | 603   |
| 4º   | Romain Febvre       | Yamaha    | 564   |
| 5º   | Evgeny Bobryshev    | Honda     | 545   |
| 6º   | Jeremy van Horebeek | Yamaha    | 536   |
| 7º   | Glenn Coldenhoff    | KTM       | 406   |
| 8º   | Clément Desalle     | Kawasaki  | 372   |
| 9º   | Valentin Guillod    | Yamaha    | 352   |
| 10º  | Shaun Simpson       | KTM       | 343   |

#### Costruttori
| Pos. | Costruttore | Punti |
| ---- | ----------- | ----- |
| 1º   | Honda       | 767   |
| 2º   | Yamaha      | 697   |
| 3º   | KTM         | 696   |
| 4º   | Husqvarna   | 618   |
| 5º   | Kawasaki    | 553   |
| 6º   | Suzuki      | 377   |

## MX2

### Calendario
| Data         | Gran Premio    | Località             | Vincitore Gara 1 | Vincitore Gara 2 | Vincitore GP     |
| ------------ | -------------- | -------------------- | ---------------- | ---------------- | ---------------- |
| 27 febbraio  | Qatar          | Circuito di Losail   | Jeffrey Herlings | Jeffrey Herlings | Jeffrey Herlings |
| 6 marzo      | Thailandia     | Suphan Buri          | Jeffrey Herlings | Jeffrey Herlings | Jeffrey Herlings |
| 28 marzo     | Unione europea | Valkenswaard         | Jeffrey Herlings | Jeffrey Herlings | Jeffrey Herlings |
| 10 aprile    | Argentina      | Neuquén              | Jeffrey Herlings | Jeffrey Herlings | Jeffrey Herlings |
| 17 aprile    | Messico        | León                 | Jeffrey Herlings | Jeffrey Herlings | Jeffrey Herlings |
| 1º maggio    | Lettonia       | Ķegums               | Jeffrey Herlings | Jeffrey Herlings | Jeffrey Herlings |
| 8 maggio     | Germania       | Teutschenthal        | Jeffrey Herlings | Jeffrey Herlings | Jeffrey Herlings |
| 15 maggio    | Italia         | Pietramurata         | Dylan Ferrandis  | Jeffrey Herlings | Jeffrey Herlings |
| 29 maggio    | Spagna         | Talavera de la Reina | Jeffrey Herlings | Jeffrey Herlings | Jeffrey Herlings |
| 5 giugno     | Francia        | Saint-Jean-d'Angély  | Jeffrey Herlings | Jeffrey Herlings | Jeffrey Herlings |
| 19 giugno    | Regno Unito    | Matterley Basin      | Jeffrey Herlings | Jeffrey Herlings | Jeffrey Herlings |
| 26 giugno    | Italia         | Mantova              | Jeffrey Herlings | Jeffrey Herlings | Jeffrey Herlings |
| 24 luglio    | Rep. Ceca      | Loket                | Dylan Ferrandis  | Dylan Ferrandis  | Dylan Ferrandis  |
| 31 luglio    | Belgio         | Lommel               | Max Anstie       | Max Anstie       | Max Anstie       |
| 7 agosto     | Svizzera       | Frauenfeld           | Max Anstie       | Max Anstie       | Max Anstie       |
| 28 agosto    | Paesi Bassi    | Assen                | Thomas Covington | Jeffrey Herlings | Jeffrey Herlings |
| 3 settembre  | Stati Uniti    | Charlotte            | Jeffrey Herlings | Cooper Webb      | Cooper Webb      |
| 11 settembre | Stati Uniti    | Glen Helen           | Jeffrey Herlings | Jeffrey Herlings | Jeffrey Herlings |

### Classifiche finali

#### Piloti
| Pos. | Pilota           | Moto      | Punti |
| ---- | ---------------- | --------- | ----- |
| 1    | Jeffrey Herlings | KTM       | 739   |
| 2    | Jeremy Seewer    | Suzuki    | 625   |
| 3    | Benoît Paturel   | Yamaha    | 512   |
| 4    | Max Anstie       | Husqvarna | 504   |
| 5    | Pauls Jonass     | KTM       | 403   |
| 6    | Brian Bogers     | KTM       | 398   |
| 7    | Dylan Ferrandis  | Kawasaki  | 378   |
| 8    | Samuele Bernardi | TM        | 377   |
| 9    | Petar Petrov     | Kawasaki  | 351   |
| 10   | Aleksandr Tonkov | Yamaha    | 320   |

#### Costruttori
| Pos. | Costruttore | Punti |
| ---- | ----------- | ----- |
| 1    | KTM         | 835   |
| 2    | Kawasaki    | 641   |
| 3    | Suzuki      | 636   |
| 4    | Yamaha      | 631   |
| 5    | Husqvarna   | 621   |
| 6    | TM          | 377   |
| 7    | Honda       | 341   |